# Електроскейт

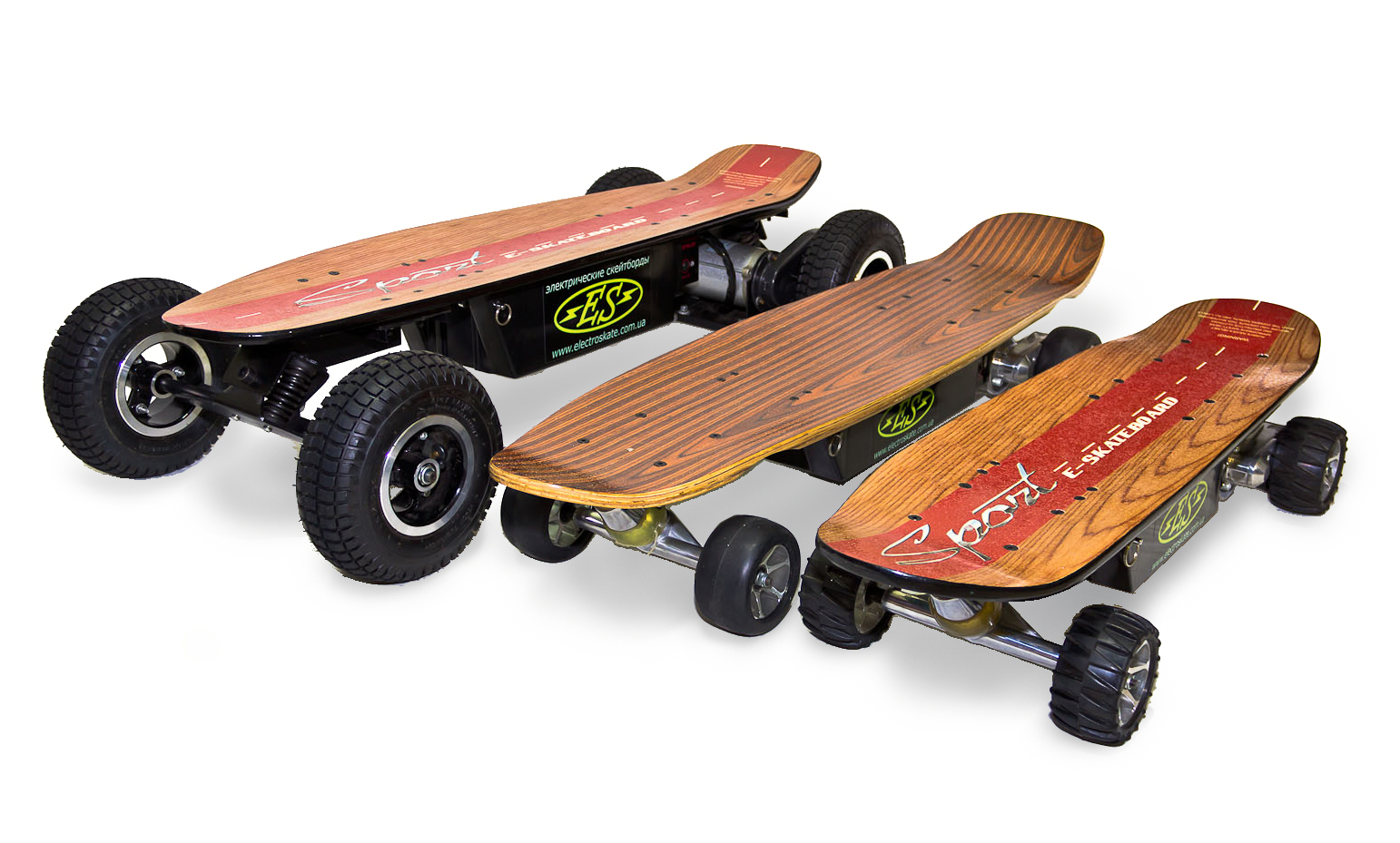
Електроскейти різних розмірів потужністю на 800, 600 та 400 Ватт

Електроскейт — різновид скейту. Для руху використовується енергія електричних батарей і електродвигун. Середня швидкість 20 кілометрів за годину, дальність — 15 км.

## Історія
Першим серійним скейтом із двигуном був Motoboard. Його було випущено влітку 1975. Motoboard мав бензиновий двигунШаблон:Contradiction-inline
і таким чином передував сучасним електроскейтбордам.
Масово випускати почали в Каліфорнії в 2010-х роках. В Україні з’явилися в 2012-2013 роках.

## Характеристики
Типова дальність для 800-ватних електроскейтів із LiFePO4 акумуляторами від 16 до 20 км. 600-ватні мають на 20% меншу дальність, ніж 800W, а старі моделі із свинцево-кислотними акумуляторами мають ще на 30% меншу дальність, ніж із LiFePO4 батареями. Максимальна швидкість 25—40 кілометрів за годину (16—25 миля/год). Заряджається 2-6 годин в залежності від акумуляторів і ступеня заряду батарей на початок зарядки.
Вага водія до 80-120 кг. Вага пристрою — від 4 до 14 кг, в середньому 12 кг. В Україні станом на 2016 рік вартість від 5000 до 18 000 гривень в залежності від потужності двигуна та акумуляторів.

## Комплектність
Як правило, електроскейти постачаються із пультом та зарядним пристроєм.

## Безпека
Типові дошки роздрібної торгівлі, такі як Evolve і Boosted, здатні розвивати максимальну швидкість близько 20-25 миль на годину (32-40 км/год) у своїх найшвидших режимах, в той час як дошки для спеціалістів і любителів можна створити з дуже потужними двигунами для максимальної швидкості 50 миль на годину (80 км/год). ) і далі. Гальмування зазвичай реалізується як Електричне гальмування/Рекуперативне гальмування лише від задніх коліс, а гальмівний шлях може сильно відрізнятися між двигунами та колесами/шинами.
Було кілька смертельних нещасних випадків із електричними скейтбордами і багато свідчень про відвідування лікарні. Засоби індивідуального захисту, включаючи шолом, наколінники, налокітники та зап’ястя, рекомендовані для їзди на високій швидкості.